# Vin spumant

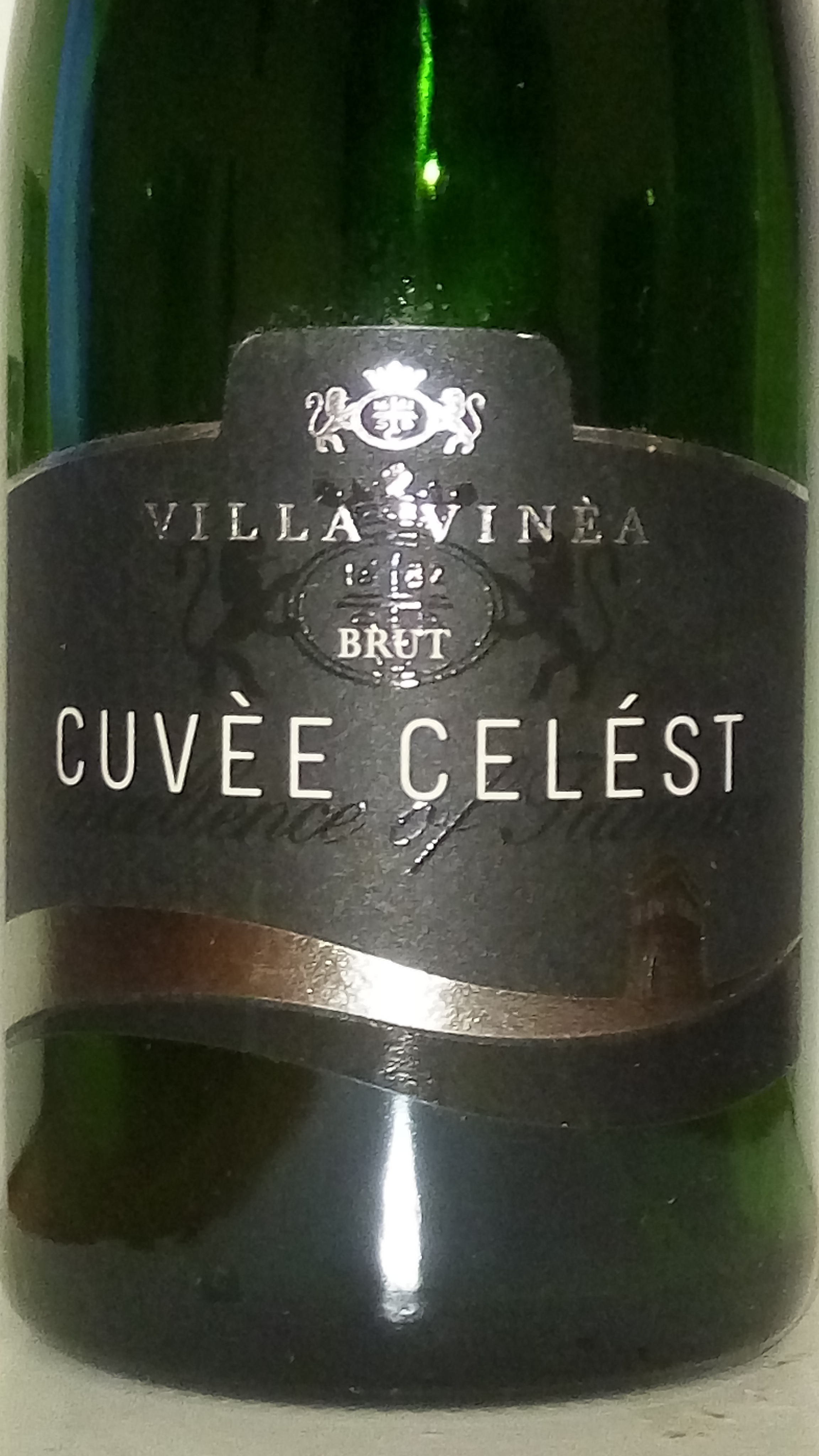
O sticlă de vin spumant alb brut Cuvèe Celést de la Villa Vinèa

Vinul spumant este un vin special obținut prin fermentație alcoolică primară sau secundară din struguri proaspeți, din must de struguri sau din vin care, la deschiderea recipientului, degajă dioxid de carbon provenit exclusiv din fermentație proprie. Conservat la o temperatură de 20°C în recipiente închise, prezintă o suprapresiune de minimum 3 bari, iar titrul alcoolic total al vinurilor utilizate ca materie primă trebuie să fie mai mare de 8,5% vol.

## Metode de obținere a vinurilor spumante
Cea mai veche metodă de obținere a vinurilor spumante este metoda ancestrală sau rurală. Primul spumant din lume a fost obținut prin această metodă în 1531 de către călugării din Saint Hilaire și s-a numit vin de Blanquette. Metoda ancestrală presupune o singură fermentație a vinului în sticlă.
O altă metodă de obținere a vinurilor spumante este metoda clasică, tradițională, mai cunoscută sub numele de metoda champenoise. Vinurile utilizate ca materie primă sunt introduse în sticle la care se adaugă o licoare de tiraj. Are loc o a doua fermentație, maturare de lungă durată (minimum 9 luni) urmată de remuaj și degorjare. Dom Grousard a inventat în 1821 o poveste în care Dom Perignon ar fi obținut în 1668 primul spumant prin această metodă. În realitate, englezul Christopher Merret este cel care la 17 decembrie 1762 a prezentat la Royal Society lucrarea Câteva observații privind comanda vinurilor în care menționează pentru prima dată adăugarea licorii de tiraj pentru obținerea efervescenței unui vin. Este ceea ce azi numim metoda champenoise.
O metodă mai nouă presupune că a doua fermentație să aibă loc în cisterne speciale construite pentru a face față presiunii din timpul fermentării. Această metodă a fost dezvoltată și patentată în 1895 de Federico Martinotti, metodă care a fost dezvoltată în continuare cu un nou brevet de către inventatorul Eugène Charmat în 1907.
Vinul spumant este o denumire generică ce poate avea denumiri tradiționale protejate. Astfel, o parte din vinul spumant produs în regiunea Champagne din Franța se numește șampanie. Există și alte exemple de vin spumant, produse în diferite țări: Espumante în Portugalia, Cava în Spania, Sekt în Germania și Cap Classique în Africa de Sud. În unele regiuni ale lumii cuvintele „șampanie” și „spumante” sunt folosite ca sinonime pentru vinul spumant, deși legile din Europa și alte țări protejează denumirea tradițională șampanie pentru un vin spumant specific din regiunea Champagne din Franța. Termenul francez „mousseux” desemnează denumirea generică de vin spumant, iar termenul „cremant” este o denumire tradițională a vinului spumant provenit din câteva regiuni franceze, inclusiv Champagne. Statele Unite ale Americii sunt un producător semnificativ de vin spumant: în California în special producătorii francezi de șampanie au achiziționat podgorii pentru a produce vin spumant american după metoda tradițională. De curând, Marea Britanie, care a avut unele dintre primele producții de vin spumant, a început din nou să producă vinuri spumante.

## Istoric
Efervescența vinului a fost observată pe parcursul istoriei și notată de scriitorii Greciei Antice și ai Romei. Cauzele acestei efervescențe nu au fost însă înțelese. De-a lungul timpului a fost atribuită fazelor lunii, precum și spiritelor bune și rele. 
Tendința vinului liniștit din regiunea Champagne de a face spumă a fost observată din Evul Mediu, dar a fost considerată un defect al vinului și a fost respinsă.
Dom Perignon a fost inițial însărcinat de către superiorii săi de la abația Hautvillers să elimine spuma, deoarece din cauza presiunii multe sticle se spărgeau in pivniță. Mai târziu, când a crescut producția voită de vin spumant, pivnicerii trebuia să poarte măști grele de fier pentru a preveni rănirea urmare a sticlelor ce explodau. Deranjamentul produs de spargerea unei sticle putea provoca o reacție în lanț, astfel ajungând un fapt normal pentru pivnițe să piardă 20-90% din sticle datorită instabilității. Circumstanțele misterioase ce înconjurau procesul de fermentare și dioxidul de carbon i-au determinat pe unii critici să denumească vinul spumant „Vinul Diavolului”.
Dom Perignon a ajuns până la urmă să aprecieze perlajul vinului spumant și a perfecționat tehnica realizării acestei băuturi în cramele mânăstirii. Claude Moet a transformat aceasta mânăstire într-o vinărie de mare renume în anii 1740. Cea mai bună șampanie produsă în vinăriile sale poartă acum numele călugărului care a creat-o, în cinstea memoriei acestuia. Printre primele țări care au produs vin spumant au fost, în afară de Franța, Rusia și Germania, în secolul 19.

## Vinul spumant în România
Autorul primului vin spumant din România a fost profesorul Ion Ionescu de la Brad care, după o perioadă de pregătire în Franța, la reîntoarcerea în țară, în 1841, a obținut un vin spumant pentru domnul Moldovei, Mihail Sturza, din viile acestuia de la Socola.
În acest fel, România a devenit a patra țară din lume (după Franța, Rusia și Germania) cu producție autohtonă de vin spumant.
Istoria a fost continuată de oameni de afaceri străini, care au învestit în prepararea vinului spumant în țară noastră, în orașe precum Brăila, Azuga, București.

## Producție
Vinul spumant este produs într-un mod relativ asemănător cu vinul liniștit, existând însă anumite diferențe. În podgorie, strugurii sunt culeși devreme, când încă mai conțin un nivel ridicat de aciditate. Spre deosebire de producția de vin liniștit, nivelul ridicat al zahărului nu este de dorit. În momentul culesului trebuie avut grijă la evitarea contactului cu tanin și alți compuși fenolici, drept pentru care mulți producători premium aleg în continuare culesul manual în dauna celui mecanic, în timpul căruia boabele se pot sparge și pot încuraja macerarea dintre pieliță și suc. Locul de procesare al strugurilor se află de multe ori aproape de podgorie, pentru ca strugurii să fie presați și separați de pielița lor cât mai repede cu putință. Soiuri roșii, precum Pinot Noir, pot fi folosite în producția de vin spumant, deoarece sucul lor este alb, el devenind roșu de-abia după contactul cu pigmenții din pielița boabelor de strugure. Există însă unele cazuri în care contactul cu pielița este dorit, cum ar fi vinurile spumante rosé sau roșii.
Fermentarea primară a vinului spumant începe la fel ca în cazul tuturor celorlalte vinuri, deși unii producători aleg să folosească drojdii special cultivate pentru vinul spumant. Vinurile pot trece prin fermentare malolactică, deși producătorii care au doresc vinuri mai simple, fructuoase renunță la acest pas. După fermentare, vinurile bază sunt cupajate într-un cuvée. Deși există exemple de vin spumant obținut dintr-un singur soi de struguri, cum ar fi blanc de blancs din 100% Chardonnay, cele mai multe vinuri spumante reprezintă un amestec de soiuri, podgorii și ani de recoltă. Mari producători de șampanie, precum Moet & Chandon, folosesc o selecție din câteva sute de vinuri bază pentru a crea un cuvée ce să reflecte „stilul casei”. 
A doua fermentare este cea care distinge vinul spumant și îi conferă acel perlaj caracteristic. Unul dintre produsele adiacente fermentației este dioxidul de carbon. În timp ce acest gaz poate fi eliberat în timpul primei fermentații, în cea de-a doua fermentare sunt depuse eforturi speciale pentru a reține gazul, pentru ca acesta să fie încorporat în vin. Acest proces creează o presiune foarte mare în sticlă (până la 6 bar), de aceea producătorii de vin spumant au grijă să îl îmbutelieze în sticle foarte rezistente. Când sticla este deschisă și vinul spumant este turnat în pahar, gazul este eliberat și apare perlajul. 

### A doua fermentare
Există mai multe metode pentru desfășurarea celei de-a doua fermentări. Cea mai cunoscută este cea tradițională sau metoda Champagne, în care cuvée-ul este îmbuteliat cu un amestec de zahăr și drojdie. Introducerea drojdiei proaspete și a unei surse de hrană (zahărul) declanșează procesul de fermentare în sticla în care vinul spumant urmează a fi comercializat. Prin procese speciale celulele de drojdie moarte sunt înlăturate din vin fără a elibera dioxidul de carbon din sticlă. Un dozaj (amestec) din vin proaspăt și sirop de zahăr este folosit pentru a ajusta dulceața vinului după degorjare. În metoda ancestrală etapa degorjării este sărită, iar vinul este vândut cu drojdiile încă prezente în sticlă, ca sediment al vinului. În metoda transvasării, după ce vinurile au fost fermentate prin metoda tradițională, incluzând etapa degorjării, conținutul sticlelor este vărsat într-o cisternă mare, de unde se trage lichidul pentru îmbuteliere.

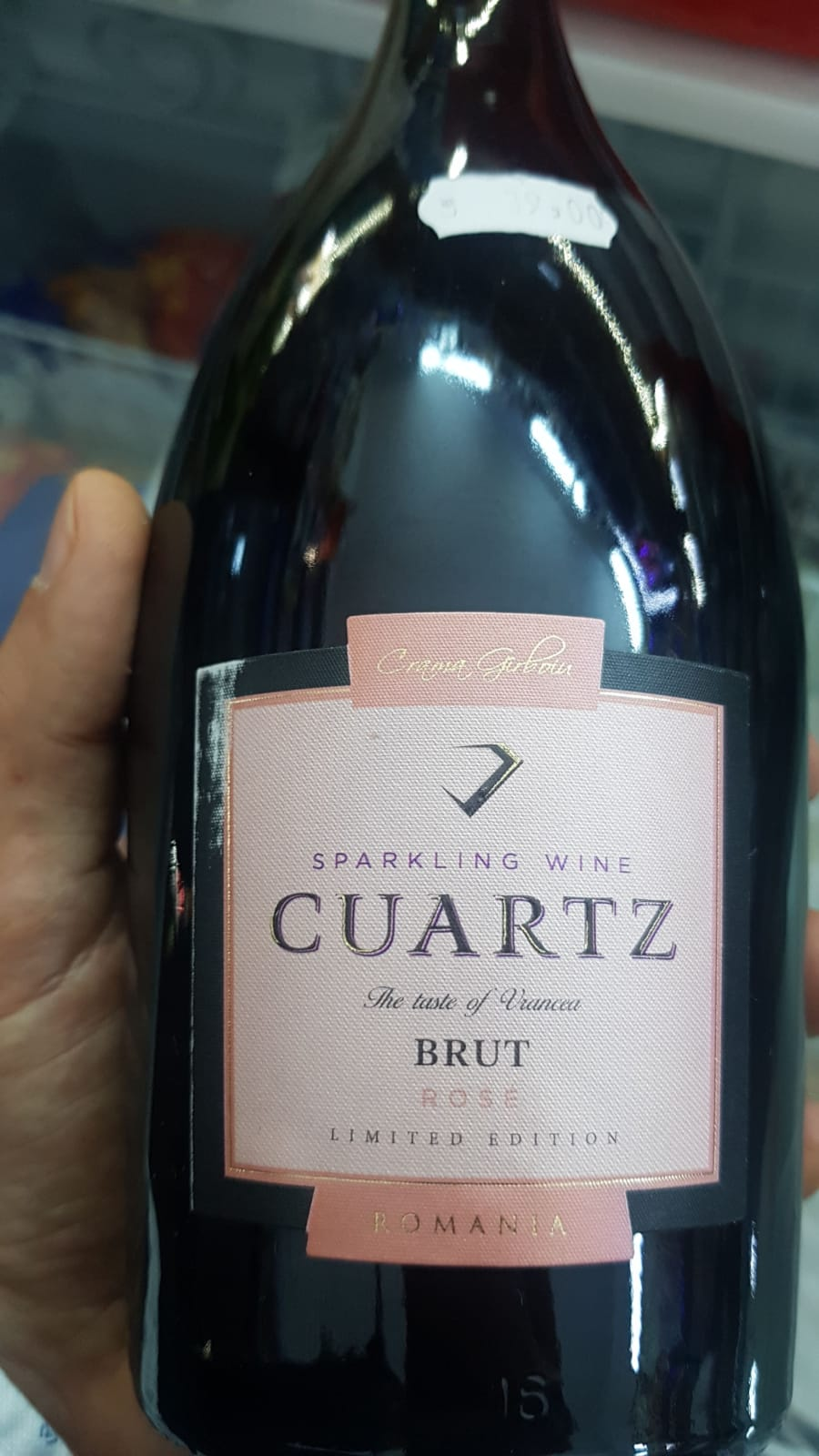
O sticlă de vin spumant rosé brut Cuartz de la Crama Gîrboiu

Metoda Charmat presupune utilizarea pentru fermentare a cisternelor presurizate din inox. Drojdia proaspătă și zahărul sunt adăugate vinului, ceea ce stimulează rapid fermentarea în mediul presurizat. Vinul este apoi răcit, limpezit și îmbuteliat folosind un îmbuteliator de contrapresiune.
Metoda impregnării cu dioxid de carbon este metoda folosită de asemenea pentru producerea băuturilor carbogazoase și presupune introducerea dioxidului de carbon în lichid, fără a fi necesară o a doua fermentare. În acest caz, dioxidul de carbon din lichid este de origine exogenă, nu endogenă. Această metodă produce un perlaj mare, ce se disipă rapid. Vinurile produse astfel se încadrează în categoria vin spumos, nu vin spumant. 

## Perlajul

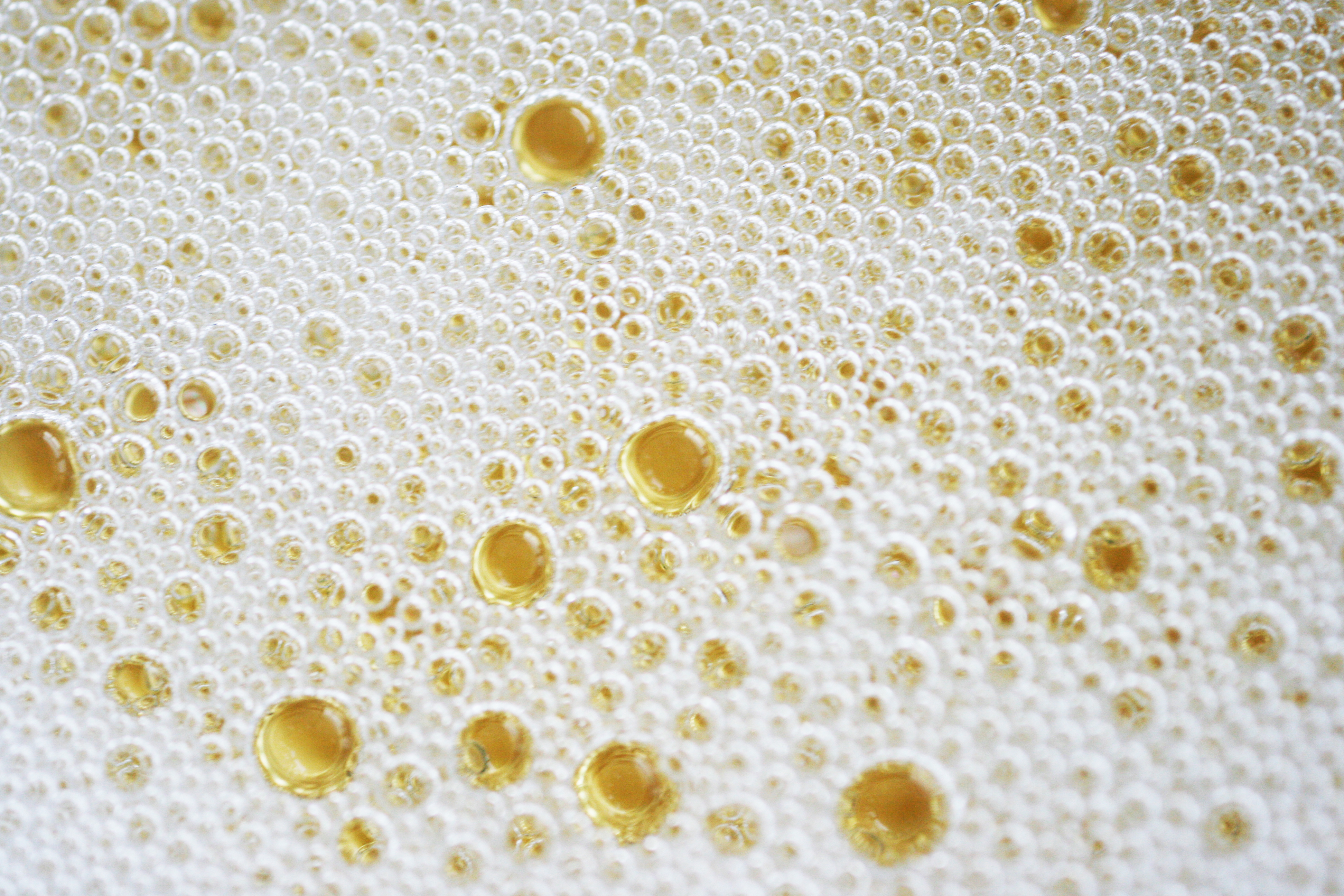
Perlajul sau „mousse”-ul vinului spumant

O explozie de efervescență are loc în momentul în care vinul spumant este turnat în pahar. Aceste „bule” se pot forma datorită imperfecțiunilor paharului, ce facilitează formarea perlajului sau datorită fibrelor de celuloză rămase în urma procesului de ștergere/uscare.   Imperfecțiunile sunt necesare pentru stimularea perlajului, deoarece dioxidul de carbon trebuie să se desprindă din vin (din lichid) înainte de a ieși din pahar în aer. Un pahar cu vin spumant își va pierde perlajul și gazul de dioxid de carbon mult mai repede decât o sticlă deschisă de vin spumant.  Perlajul sau „mousse”-ul vinului spumant, împreună cu dimensiunile medii și consistența bulelor, pot varia în funcție de calitatea spumantului și a tipului de pahar folosit. 
O sticlă obișnuită de șampanie conține destul dioxid de carbon pentru a produce un potențial de 49 milioane bule.  Expertul în vin, Tom Stevenson, susține că cifra ar fi de 250 milioane bule. Bulele se formează inițial cu un diametru de 20 micrometri și se măresc pe măsură ce câștigă forță ascensională și se ridică la suprafață. Se presupune că bulele din vinul spumant ajută la accelerarea intoxicării, ajutând alcoolul să ajungă mai repede în sistemul sanguin. În cadrul unui studiu condus de Universitatea din Surrey, Marea Britanie, li s-au administrat subiecților cantități egale de șampanie cu bule și fără bule. La 5 minute din momentul consumului, grupul care consumase șampanie cu bule avea 54 mg alcool în sânge, pe când celălalt grup, căruia i se administrase șampanie fără bule, avea numai 39 mg. 

## Clasificarea în funcție de nivelul zaharurilor
Licoarea de tiraj adăugată înainte de a doua fermentare și maturare variază și determină presiunea în sticlă și nivelul de zaharuri (glucoză și fructoză) al vinului spumant. Vinurile produse în Uniunea Europeana trebuie să aibă menționat pe etichetă conținutul de zaharuri. Pentru vinurile produse în afara Uniunii Europene, declararea conținutului de zaharuri nu reprezintă o cerință, dar dacă este declarat pe etichetă, atunci trebuie respectate directivele UE.
Clasificările sunt următoarele:
•	Brut natural (mai puțin de 3 grame de zahăr pe litru)
•	Extrabrut (mai puțin de 6 grame de zahăr pe litru)
•	Brut (mai puțin de 12 grame de zahăr pe litru)
•	Extrasec (12,1-17 grame de zahăr pe litru)
•	Sec (17,1-32 grame pe litru)
•	Demisec (32,1-50 grame de zahăr pe litru)
•	Dulce (mai mult de 50 grame de zahăr pe litru)